# San Felipe de Jesús Gamotes
San Felipe de Jesús Gamotes är en ort i Mexiko.   Den ligger i kommunen Rayón och delstaten San Luis Potosí, i den centrala delen av landet, 260 km norr om huvudstaden Mexico City. San Felipe de Jesús Gamotes ligger 709 meter över havet och antalet invånare är 213.
Terrängen runt San Felipe de Jesús Gamotes är huvudsakligen kuperad. San Felipe de Jesús Gamotes ligger nere i en dal. Runt San Felipe de Jesús Gamotes är det ganska glesbefolkat, med 21 invånare per kvadratkilometer. Närmaste större samhälle är Rayón, 13,9 km nordväst om San Felipe de Jesús Gamotes. I omgivningarna runt San Felipe de Jesús Gamotes växer huvudsakligen savannskog.